# Gele thee

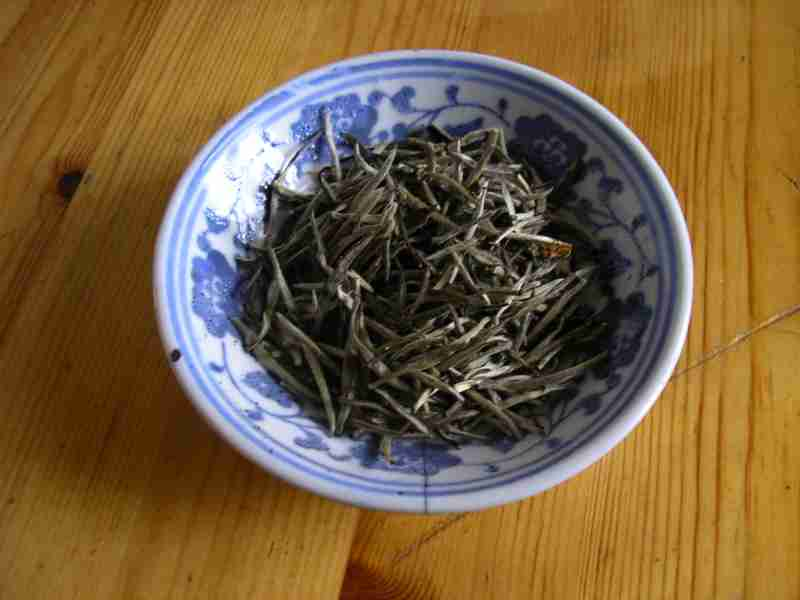
Junshan Yinzhen, een van de gele theesoorten

Gele thee is een theesoort die ongeveer tussen groene thee en oolong in zit.
De bekendste gele theesoorten zijn:
- Junshan Yinzhen, deze komt uit de Chinese provincie Hunan.
- Huoshan Huangya, deze wordt verbouwd in de provincie Anhui.
- Meng Ding Huangya, uit de provincie Sichuan.